# When I Look at You
When I Look at You – ballada stworzona przez Hillary Lindsey i Johna Shanksa na pierwszy minialbum amerykańskiej wokalistki Miley Cyrus, The Time of Our Lives (2009). Wyprodukowany przez Shanksa, utwór wydany został jako drugi singel promujący krążek dnia 16 lutego 2010 w rodzimym kraju artystki. Kompozycja wykorzystana została również w promocji filmu The Last Song. W marcu 2010 Cyrus ponownie nagrała piosenkę z udziałem hiszpańskiego wokalisty Davida Bisbala. Wersja ballady o tytule „Te Miro a Ti” wydana została, by promować obraz filmowy w krajach hiszpańskojęzycznych.

## Informacje o singlu
W sierpniu 2009 producent muzyczny John Shanks w jednym z wywiadów wyznał, iż współpracuje z Cyrus nad utworem promującym obraz The Last Song o tytule „When I Look at You”. Utwór znalazł się również na liście utworów minialbumu The Time of Our Lives wydanego dnia 31 sierpnia 2009. Piosenka ukazała się 16 lutego 2010 w amerykańskich rozgłośniach radiowych.
Kompozycja zyskała pozytywne recenzje od profesjonalnych krytyków muzycznych. Lael Lowenstein, recenzent magazynu Variety stwierdził, iż „utwór nieuchronnie stanie się hitem”, zaś Heather Phares krytyk portalu AllMusic przyznała, że „kiedy pozwala się Cyrus śpiewać ballady, uwalnia się w niej dusza prawdziwej diwy, a sama artystka zaczyna lśnić”.

## Wydanie singla
Dnia 16 stycznia 2010 kompozycja zadebiutowała na pozycji #59 notowania Canadian Hot 100, jedynie dzięki sprzedaży internetowej. Tydzień później singel zanotował spadek na miejsce #98. 30 stycznia 2010 utwór zadebiutował również na pozycji #88 listy Billboard Hot 100, tydzień później opuszczając notowanie. Po radiowej premierze, piosenka dnia 6 marca 2010 powróciła do zestawienia zajmując miejsce #96. Trzy tygodnie później kompozycja znalazła się na pozycji #57, by następnego tygodnia zanotować spadek o jedno miejsce. Po występie Cyrus w programie American Idol, dnia 10 kwietnia „When I Look at You” zanotował wysoki awans na pozycję #25, zaś po premierze filmu The Last Song utwór osiadł na miejscu #16. Tego samego tygodnia singel znalazł się na pozycji #24 notowania Canadian Hot 100. Kompozycja znalazła się również na miejscach #19 notowania Hot Adult Contemporary Tracks oraz osiadła na pozycji #10 zestawienia Hot Digital Songs.

## Teledysk
Teledysk do singla reżyserowany był przez Adama Shankmana i nagrywany dnia 16 sierpnia 2009 w Savannah, w Georgii. Klip „wyciekł” do internetu dnia 11 września 2009.
Teledysk przedstawia Cyrus grającą na fortepianie oraz spędzającą czas z Liamem Hemsworthem. Klip przedstawia również kadry z filmu The Last Song. W marcu 2010 ukazała się alternatywna wersja teledysku nagrana na potrzeby promocji utworu w krajach hiszpańskojęzycznych. Z wideoklipu usunięto fragmenty obrazu kinowego oraz ujęcia Cyrus z Hemsworthem, zastępując je niepublikowanymi wcześniej ujęciami wokalistki oraz dodatkowymi scenami przedstawiającymi Davida Bisbala, który gościnnie udziela się w hiszpańskiej wersji utworu.
Oficjalna premiera telewizyjna miała miejsce dnia 21 lutego 2010 za pośrednictwem stacji ABC Family. Europejska premiera klipu nastąpiła 1 marca 2010 w wybranych krajach Europy Wschodniej.

## Listy utworów i formaty singla
Amerykański promocyjny CD singel
1. „When I Look at You” (Edycja radiowa) – 3:47
2. „When I Look at You” (Wersja albumowa) – 4:10
3. (Call Out Hook) – 0:10

Australijski singel digital download
1. „When I Look at You” – 3:43
2. „Party in the U.S.A.” (Cahill Club Mix) – 5:45

## Pozycje na listach
| Lista przebojów (2010)            | Najwyższa pozycja |
| --------------------------------- | ----------------- |
| Australia ARIA Singles Chart      | 19                |
| Kanada Billboard Hot 100          | 24                |
| Irlandia Singles Chart            | 45                |
| Nowa Zelandia RIANZ Singles Chart | 27                |
| USA Billboard Hot 100             | 16                |